# Андреа Ледсом
Андреа Жаклін Ледсом (англ. Andrea Jacqueline Leadsom; МФА: ['lɛdsəm]; нар. 13 травня 1963, Ейлзбері, Бакінгемшир, Англія) — британський політик-консерватор, член парламенту з 2010 р. Міністр навколишнього середовища в уряді Терези Мей з липня 2016 до червня 2017 року. В уряді Девіда Камерона була міністром з питань енергетики у Міністерстві енергетики та зміни клімату в 2015—2016 р., раніше обіймала посаду економічного секретаря у Казначействі з квітня 2014 року.

## Біографія
Ледсом вивчала політологію в Університеті Ворвіка. Вона працювала у фінансовому секторі для BZW, Barclays Bank — де була директором з фінансових установ з 1993 по 1997 рр. — і була керівним директором De Putron Fund Management (DPFM) у період з 1997 по 1999 рр. Вона була директором з інвестицій в Invesco Perpetual з 1999 по 2009 рр.
З 2003 до 2007 р. Ледсом входила до ради Південного Оксфордширу, у 2005 р. була кандидатом у члени парламенту.

## Вибори лідера партії 2016
У червні 2016 року, після відставки Девіда Камерона Ледсом оголосила про свій старт у виборах лідера консервативної партії. Вона посіла друге місце у першому та другому турі голосування 5 та 7 липня 2016 року серед консерваторів — членів парламенту. Остаточний вибір лідера партії та майбутнього прем'єра шляхом голосування всіх членів партії було заплановано на вересень 2016 року, суперником Ледсом повинна була бути міністр внутрішніх справ Тереза Мей. Однак 11 липня Андреа Ледсом відмовилась від участі у виборах. Тереза Мей цього ж дня стала лідером Консервативної партії, а 13 липня — прем'єр-міністром. Наступного дня Андреа Ледсом стала міністром навколишнього середовища.